# D River

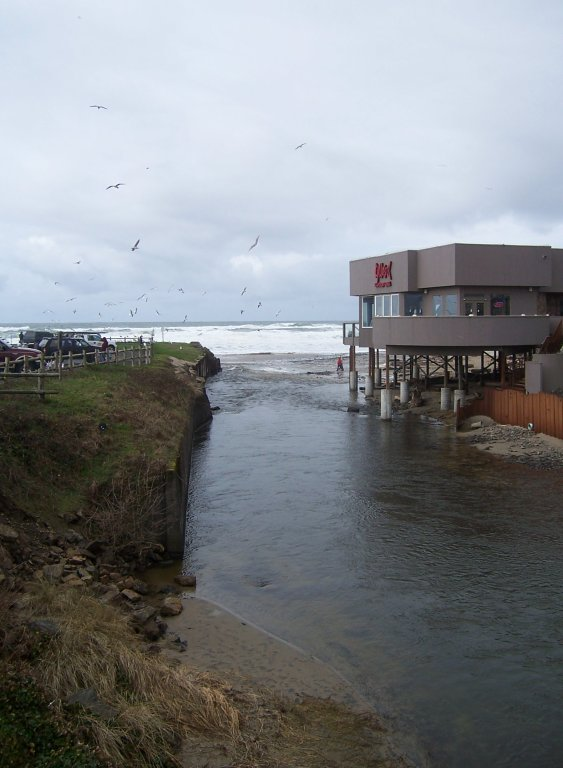
D River, vy mot Stilla Havet

D River är en flod i Lincoln City, Oregon, USA. Den var känd som den kortaste floden i världen med en längd på 134 meter och var med i Guinness Rekordbok. D River förlorade titeln 1989 när Guinness i vad som då kallades The Guinness Book of Records, utnämnde Roe River, Montana, USA till världens kortaste flod. Befolkningen i Lincoln City lät sig inte avskräckas utan gjorde en ny mätning av D River som de skickade i till Guinness, där var floden 36 meter lång, om man mätte vid extremt högvatten.
D River rinner från Devils Lake, under US Route 101, ned till Stilla Havet. Hela tiden inom stadsgränsen för Lincoln City. D River State Recreation Site vid US Route 101 är platsen för två av världens största kitesurfningsfestivaler, en i juni och en i oktober.

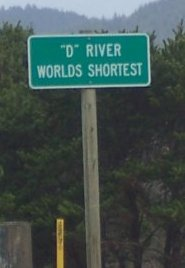
"Worlds Shortest" river

Det här området var från början en egen stad som kallades Delake. Staden slogs 1965 samman med andra närliggande städer och bildade Lincoln City. D River hade varit känd under många olika namn innan man 1940 ordnade en tävling där den fick sitt namn.